# Ерік Феллнер
Ерік Феллнер (англ. Eric Fellner; нар. 10 жовтня 1959) — британський кінопродюсер. Він є співголовою, разом із Тімом Беваном, продюсерської компанії Working Title Films.

## Біографія
Феллнер народився в єврейській родині в Англії. З 1972 по 1977 рік він здобув освіту в школі-інтернаті для хлопчиків Кренлі у місті Суррей в Південно-Східній Англії, а потім у Гілдгольській школі музики та драми в Лондоні.
Серед понад 60 фільмів Феллнера як продюсера або виконавчого продюсера є «Місячне сяйво і Валентино», «Чотири весілля і похорон», «Мрець іде», «Фарго», «Ноттінг Гілл», «Біллі Елліот», «Загублений рейс», Щоденник Бріджит Джонс, «Бріджит Джонс: Межі розумного», «Фрост проти Ніксона» і Сенна.

## Визнання
- За заслуги перед британською кіноіндустрією він був нагороджений титулом Командора ордена Британської імперії у 2005 році.
- У 2013 році вони разом з Беваном отримали нагороду Девіда О. Сельзніка за театральні кінофільми від Гільдії продюсерів Америки.[4]
- 2018: Премія кінематографічного виробництва Королівського фотографічного товариства

## Особисте життя
Феллнер та його партнерка, модель Лора Бейлі, мають двох дітей разом і живуть у Лондоні.

## Фільмографія
- Сід і Ненсі (1986) — продюсер
- Прямо в пекло (1987) — продюсер
- Таємний план (1990) — продюсер
- Liebestraum (1991) — продюсер
- Французький поцілунок (1995) — продюсер
- Місячне сяйво і Валентино (1995) — продюсер
- Бін (1997) — продюсер
- Злодюжки (1997) — продюсер
- Єлизавета (1998) — продюсер
- Планкет та Маклейн (1999) — продюсер
- Щоденник Бріджит Джонс (2001) — продюсер
- Вибір капітана Кореллі (2001) — продюсер
- 40 днів і 40 ночей (2002) — продюсер
- Алі Джі в парламенті (2002) — продюсер
- Мій хлопчик (2002) — продюсер
- Агент Джонні Інгліш (2003) — продюсер
- Реальна любов (2003) — продюсер
- Хлопчик з кальцію (2004) — продюсер
- Провісники бурі (2004) — продюсер
- Вімблдон (2004) — продюсер
- Бріджит Джонс: Межі розумного (2004) — продюсер
- Перекладачка (2005) — продюсер
- Гордість і упередження (2005) — продюсер
- Моя жахлива няня (2005) — продюсер
- Загублений рейс (2006) — продюсер
- Таємниці (2014) — виконавчий продюсер
- Сміття (2014) — продюсер
- Теорія всього (2014) — продюсер
- Еверест (2015) — продюсер
- Легенда (2015) — продюсер
- Дівчина з Данії (2015) — продюсер
- Лондонський шпигун (2015) — виконавчий продюсер
- Аве, Цезар! (2016) — продюсер
- Брати з Ґрімзбі (2016) — виконавчий продюсер
- Дитина Бріджит Джонс (2016) — продюсер
- На драйві (2017) — продюсер
- Темні часи (2017) — продюсер
- Вікторія та Абдул (2017) — продюсер
- Сніговик (2017) — продюсер
- Марія — королева Шотландії (2018) — продюсер
- Радіоактивний (2019) — продюсер
- Кішки (2019) — продюсер
- Емма (2020) — продюсер
- Висока нота (2020) — продюсер
- Минулої ночі у Сохо (2021) — продюсер
- Сірано (2021) — продюсер
- Квиток до раю (2022) — продюсер
- Кетрін, на прізвисько Пташка (2022) — продюсер
- Матильда: Мюзикл (2022) — продюсер
- Лялі їдуть далі (2024) — продюсер
- Бріджит Джонс: Закохана у хлопця (2025) — продюсер
- Люба, не треба! (2025) — продюсер